# Budafoki MTE
Budafoki MTE (offiziell: Budafoki Munkás Testedző Egyesület; deutsch Arbeitersportverein Budafok) ist ein ungarischer Sportverein aus der Hauptstadt Budapest. Heimat und Namensgeber des Vereins ist der XXII. Bezirk Budafok-Tétény, welcher bis zum Jahr 1950 eine eigenständige Gemeinde war, und anschließend in den westlichen Stadtteil Buda eingemeindet wurde. Die Farben des 1912 gegründeten Vereines sind Rot und Schwarz.

## Geschichte
1912 wurde in Budafok, das zu dieser Zeit noch eine eigenständige Gemeinde war, der Világosság Football Csapat gegründet. In der Zeit zwischen den beiden Weltkriegen spielte die Mannschaft überwiegend in der zweitklassigen Nemzeti Bajnokság II, war aber beispielsweise in der Saison 1945/46 auch kurz in der ersten Liga vertreten. Im Jahr 1950 wurde Budafok gemeinsam mit Gemeinden wie Újpest und Kispest in die Hauptstadt eingegliedert, in der Folge fand eine Fusion des Budapester Vereins Budapesti Gyárépítők SE und Budafoki MTE statt. Nach dem Fall des Eisernen Vorhangs und dem Ende der kommunistischen Herrschaft in Ungarn drohte der Klub wie viele andere zu zerfallen. Der staatliche Weinproduzent Hungarovin, der bis dato als Hauptsponsor und Geldgeber fungiert hatte, wurde im Zuge der voranschreitenden Privatisierung von der deutschen Henkell & Co. Sektkellerei aufgekauft. Das Unternehmen sah vor, auch das Stadion des Vereins zu kaufen und so weitere Produktionsflächen zu bekommen. Mithilfe von Sándor Vízi, dem heutigen Vorstandsvorsitzenden, sowie Rezső Gallow konnte die Spielstätte jedoch gerettet werden.
Im Jahr 2015 wurde János Jakab, ehemaliger Spieler Budafokis, neuer Vereinspräsident; in diesem Jahr kehrte man nach diversen Namensänderungen auch wieder zum zwischen 1919 und 1950 gebräuchlichen Namen Budafoki MTE zurück. Mit Jakabs Hilfe konnte der ungarisch-australische Unternehmer Róbert Bélteky, der bereits das australische A-League-Franchise Melbourne Victory besaß, dazu gebracht werden, in den ungarischen Verein zu investieren. Eigenen Angaben zufolge wollte Bélteky einen Klub übernehmen, der „nicht in der ersten Liga“ spielte, und den er „wachsen und gedeihen“ sehen könnte. Schließlich erwarb der Unternehmer 95 % der Anteile am Verein. In der Folge konnte Budafoki MTE, mittlerweile in der Budapester Stadtliga angekommen, in die drittklassige Nemzeti Bajnokság III aufsteigen und unter Cheftrainer László Prukner im Frühjahr 2017 bis ins Halbfinale des nationalen Pokals vorstoßen sowie den Drittligameistertitel erringen.
Im Sommer 2020 gelang erneut die Rückkehr in die höchste ungarische Spielklasse. Während die erste Liga nach einer Unterbrechung in Folge der COVID-19-Pandemie ihren Spielbetrieb fortgesetzt hatte, wurde die Zweitligasaison hingegen nicht weitergeführt. Die zu diesem Zeitpunkt zwei besten Mannschaften durften in die Nemzeti Bajnokság aufsteigen, welche die beiden Budapester Klubs MTK und Budafoki waren. Bis zur Rückrunde befand sich die Mannschaft im gesicherten Tabellenmittelfeld, holte dann aber aus 18 Partien nur noch 12 Punkte und verlor beispielsweise gegen den Paksi FC mit 2:9. Ab dem 25. Spieltag stand Budafoki durchgängig auf einem der beiden Abstiegsplätze und musste letztendlich als Letzter den direkten Wiederabstieg hinnehmen.

## Vereinsnamen und Bezeichnungen
In der Geschichte des Vereins kam es immer wieder zu Namensänderungen:
- 1912–1913 Világosság Football Csapat
- 1913–1919 Budafoki Atlétikai és Football Club
- 1919–1922 Budafoki Munkás Testedző Egyesület (kurz Budafoki MTE)
- 1922–1950 Budafoki Műkedvelő Testedző Egyesület
- 1950–1951 Budapesti Gyárépítők MTE (nach Fusion mit Budapesti Gyárépítők SE)
- 1951–1956 Budapesti Gyárépítők SK
- 1956–1957 Budafoki Építők Munkás Testedző Egyesüle
- 1957–? Budafoki MTE Kinizsi Sportegyesület
- 1988–1993 Budafoki MTE-Törley
- 1993–2006 Budafoki LC
- 2006–2007 Budafoki Lombard Labdarúgó Club
- 2007–2015 Budafoki Labdarúgó Club
- seit 2015 Budafoki Munkás Testedző Egyesület (kurz Budafoki MTE)

## Titel und Erfolge

### Nationale Titel
- 2 × Meister der Nemzeti Bajnokság II: 1945, 1951
- 4 × Meister der Nemzeti Bajnokság III: 1973, 1986, 1989, 2017
- 1 × Halbfinalist im ungarischen Pokal: 2017